# Nannaria swiftae
Nannaria swiftae — вид двопарноногих багатоніжок родини Xystodesmidae. Описаний у 2022 році.

## Назва
Вид названо на честь американської співачки Тейлор Свіфт «на знак визнання її таланту як авторки пісень і виконавиці та на знак вдячності за задоволення, яке приносить її музика».

## Поширення
Ендемік американського штату Теннесі. Поширений в округах Камберленд, Монро і Ван-Бюрен. Мешкає у помірних лісах на висоті від 481 до 1539 метрів.